# Metopelloides schellenbergi
Metopelloides schellenbergi är en kräftdjursart. Metopelloides schellenbergi ingår i släktet Metopelloides och familjen Stenothoidae. Inga underarter finns listade i Catalogue of Life.